# 第一代康登伯爵查尔斯·普拉特

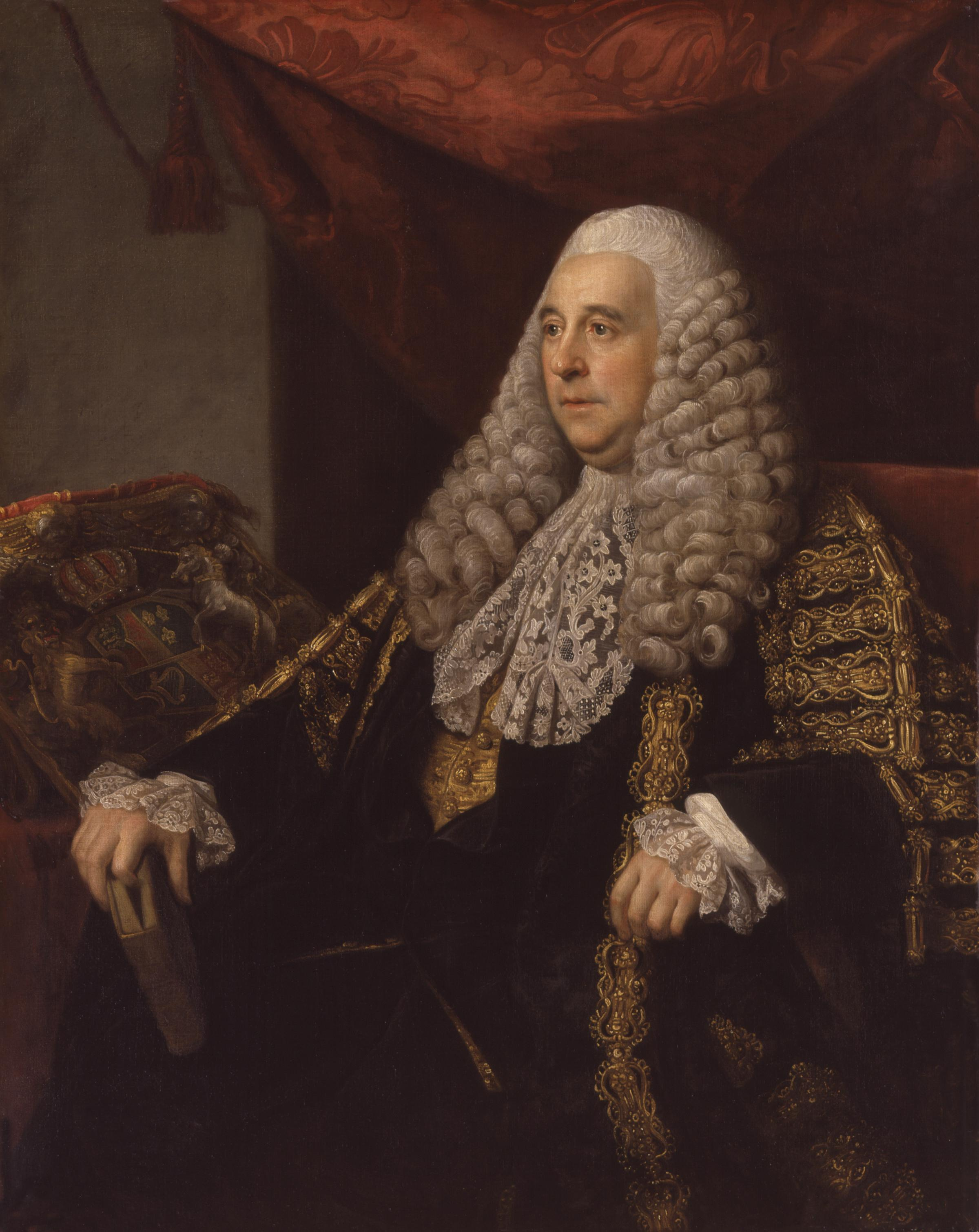
康登伯爵肖像

第一代康登伯爵查尔斯·普拉特（英語：Charles Pratt, 1st Earl Camden；1714年3月21日—1794年4月18日）英国律师、法官和辉格党政治家，首位获得康登伯爵。作为律师和法官，他主张维护公民自由和陪审团的权利，并在诸如恩蒂克訴卡林頓案一案中限制了国家的权力。他曾担任民訴法庭首席大法官、英格蘭及威爾斯檢察總長、大法官，是老皮特的密友，在内阁中任职达15年，历经5任首相。伦敦卡姆登镇和美国密苏里州康登县的名字来源于他。